# 스튜어트 휘트먼

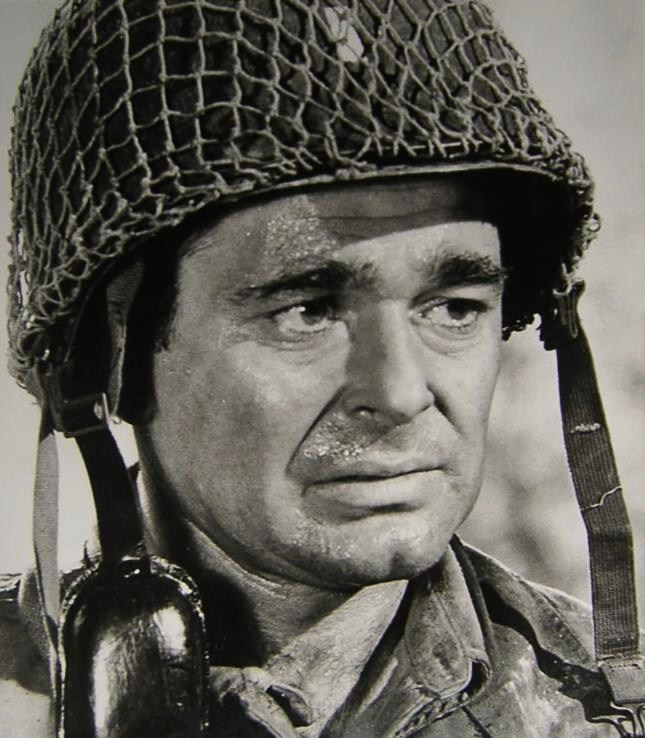

스튜어트 휘트먼(Stuart Maxwell Whitman, 1928년 2월 1일 ~ 2020년 3월 16일)는 미국의 배우, 영화 제작자이다.
샌프란시스코에서 태어났으며 몬테시토에서 사망하였다. 사인은 피부암이다.

## 출연 작품
- 프레지던트 맨 (2000년)
- 시티 레인져 3 (1994년)
- 살인 재판 (1994년)
- 위험한 증거 (1994년)
- 프라이벗 워즈 (1993년)
- 의혹의 시간 (1993년)
- 샌드맨 (1993년)
- 오메가 캅 (1990년)
- 몹 보스 (1990년)
- 슈퍼보이 (1988년)
- 비버리 힐스 커넥션 (1985년)
- 데스 게임 (1985년)
- 버터플라이 (1982년)
- 공포의 몬스터 클럽 (1981년)
- 암살 지령 (1980년)
- 보물 사냥 (1979년)
- 델타 폭스 (1979년)
- 사랑의 해적 (1978년)
- 랜섬 (1977년)
- 마지막 우정 (1977년)
- 이튼 얼라이브 (1976년)
- 반항아 죠니 (1976년)
- 특수기동대 (1975년)
- 크레이지 마마 (1975년)
- 나이트 오브 레퍼스 (1972년)
- 캡틴 아파치 (1971년)
- 더 라스트 이스케이프 (1970년)
- 더 맨 후 원티드 투 리브 포에버 (1970년)
- 샌드 오브 더 칼라하리 (1965년)
- 럭키 레이디 (1965년)
- 리오 콘초스 (1964년)
- 지상 최대의 작전 (1962년) - Lt. 신 역
- 마크 (1961년)
- 코만체로스 (1961년)
- 룻 이야기 (1960년)
- 하운드-독 맨 (1959년) - 블랙키 스캔틀링 역
- 소리와 분노 (1959년)
- 천 개의 언덕 (1959년)
- 7인의 무뢰한 (1956년)
- 중단된 멜로디 (1955년)
- 실버 로드 (1954년) - 윅커 역
- 브리가둔 (1954년)
- 워킹 마이 베이비 백 홈 (1953년)
- 세계가 충돌할 때 (1951년)

### 텔레비전
- FBI (1970-73)
- 제6지대 (1972)
- 디즈니랜드 (1972-73) - 휴 맥레이 역
- 꿈꾸는 낙원 (1978-84)
- 달리는 사이먼 (1982-86)
- A 특공대 (1983-85)
- 호텔 (1985-87)
- Hemingway (1988) - 닥터 헤밍웨이 역
- Knots Landing (1990)